# Sankt-Sarkis-Kathedrale (Teheran)

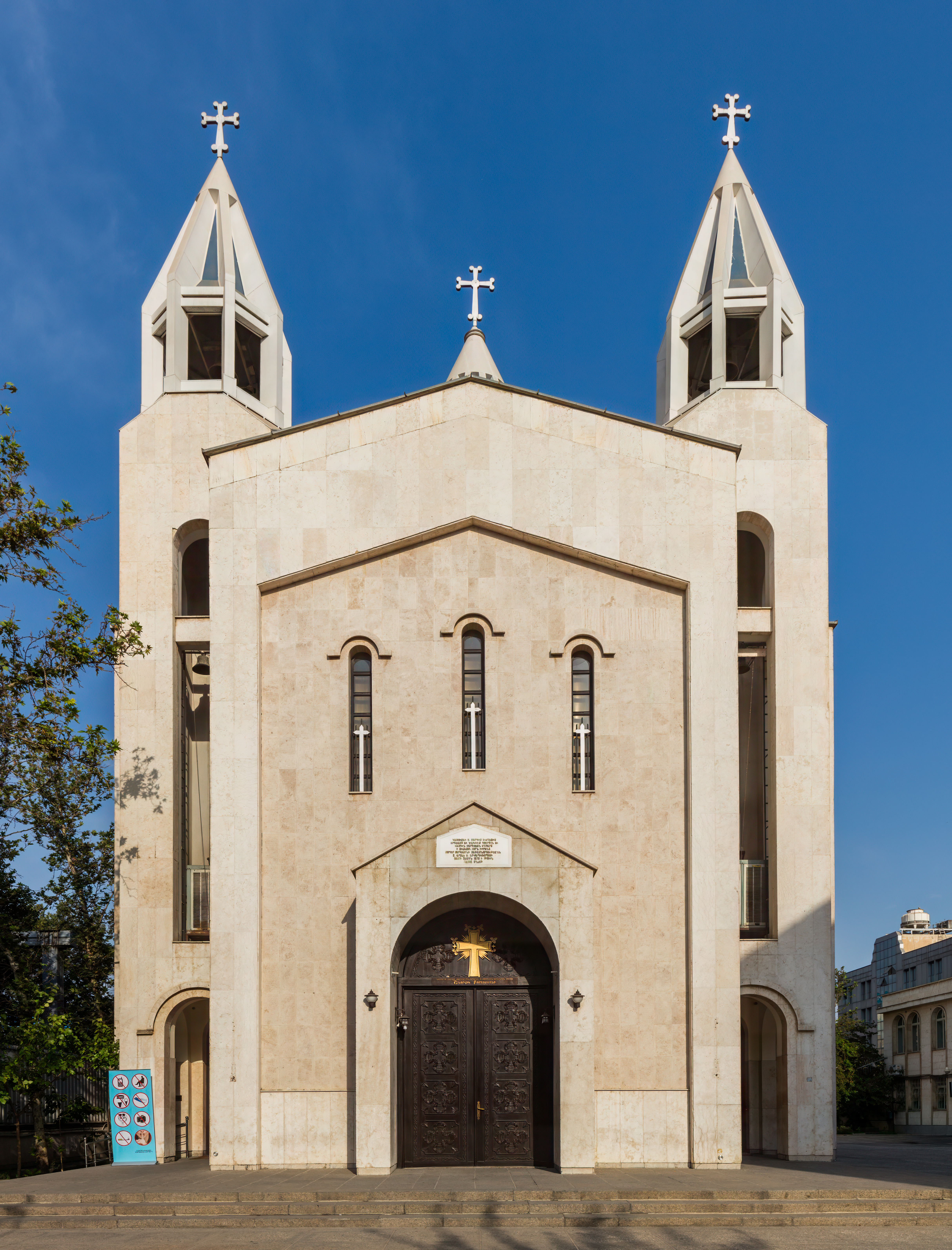
Sankt-Sarkis-Kathedrale (erbaut 1970), 2016

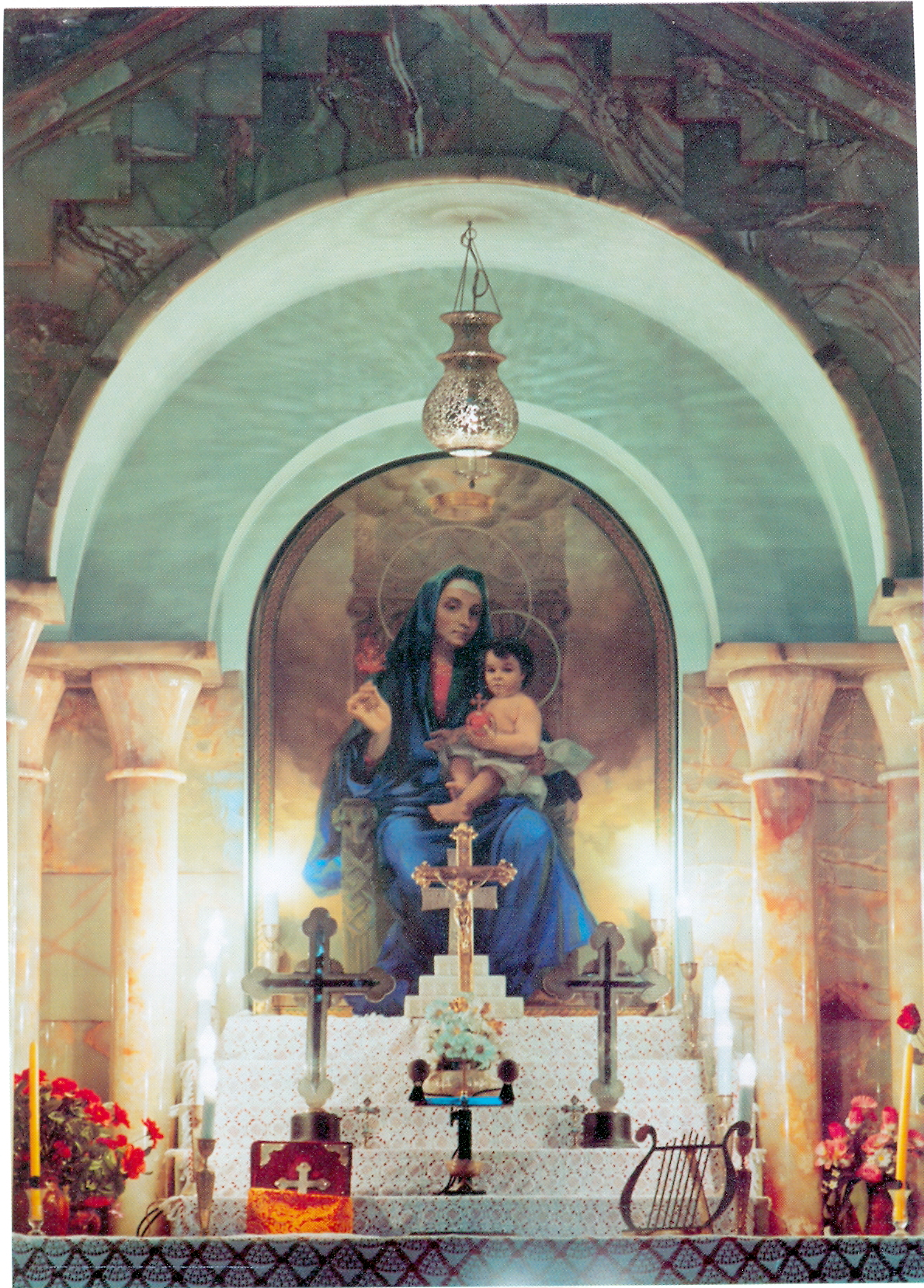
Vor dem Altar der St.-Sarkis-Kirche

Die Sankt-Sarkis-Kathedrale oder Hl.-Serkis-Kathedrale (armenisch Սուրբ Սարգիս մայր տաճար Surb Sargis majr tatschar, persisch کلیسای سرکیس مقدس) ist ein Kirchenbau der Armenischen Apostolischen Kirche in der iranischen Hauptstadt Teheran, die den Namen des Heiligen Sarkis (Sergius) trägt. Sie ist Kathedrale der armenischen Diözese Teheran, einer von drei armenischen Diözesen im Iran, die dem Katholikat von Kilikien untersteht und deren derzeitiger Prälat Erzbischof Sepuh Sargsjan ist.

## Standort
Die Sankt-Sarkis-Kathedrale befindet sich in Teheran an der Südseite der Karim-Khan-Zand-Straße am Anfang der Nedschatollahi-Straße (der ehemaligen Villa-Straße, an deren Ostseite), die ab der Karim-Khan-Zand-Straße nordwärts in die Neue Villa-Straße übergeht. Nördlich der Karim-Khan-Zand-Straße befindet sich gegenüber der Sankt-Sarkis-Kathedrale der stadteigene Sankt-Marien-Park (بوستان مریم مقدس), westlich der Neuen Villa-Straße der „Westliche Sankt-Marien-Park“ (بوستان حضرت مریم غربی).

## Architektur

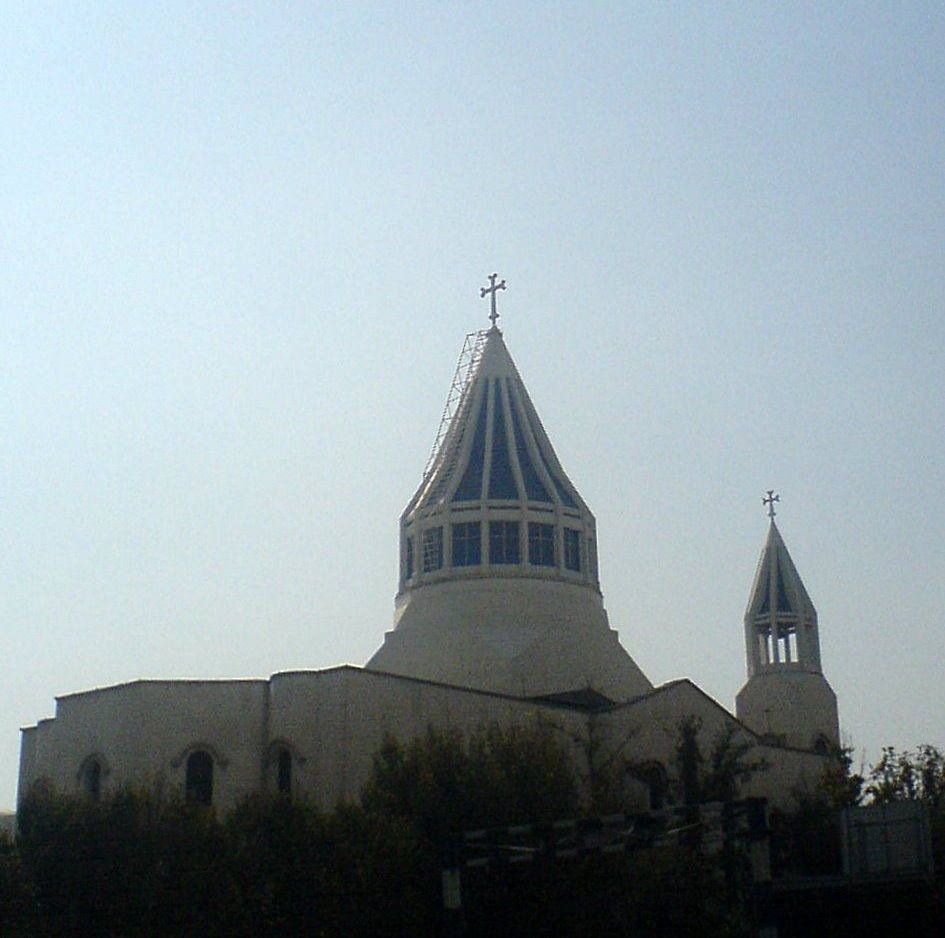
Sankt-Sarkis-Kathedrale mit Hauptkuppel und einem ihrer zwei Glockentürme

Die Sankt-Sarkis-Kathedrale, das größte Kirchengebäude Teherans, hat eine Länge von 36,5 Metern und eine Breite von 17,8 Metern. Sie ist ein einschiffiger Kirchenbau, dessen Mauern aus Beton außen und innen ebenso wie der Fußboden mit weißem Marmor verkleidet sind. Sie wurde ursprünglich ohne innere Säulen gebaut, so dass die hexagonale Kuppel allein von den Wänden getragen wurde. Als jedoch die Kuppel einzustürzen drohte, wurden nachträglich vier tragende Säulen eingebaut. Die Kirche hat eine Empore für den Kirchenchor. Die beiden Glockentürme stehen jederseits über der Eingangshalle auf der Westseite der Kirche und sind jeder mit einer Kuppel versehen. Die Glocken werden elektrisch geschlagen. Alle drei Kuppeln sind mit oktogonalen Stäben verziert.
Wie bei anderen armenischen Kirchen befindet sich der halbrunde Altar an der Ostseite. An beiden Seiten des Altars befinden sich Andachtsräume mit Seiteneingängen. Die Wände über dem Altar und an seinen beiden Seiten sind mit Wandmalereien versehen, die Bibelmotive zeigen: die Heilige Maria mit Jesus, Christi Himmelfahrt, Johannes der Täufer bei der Taufe Christi sowie die Kreuzigung Jesu.

## Geschichte

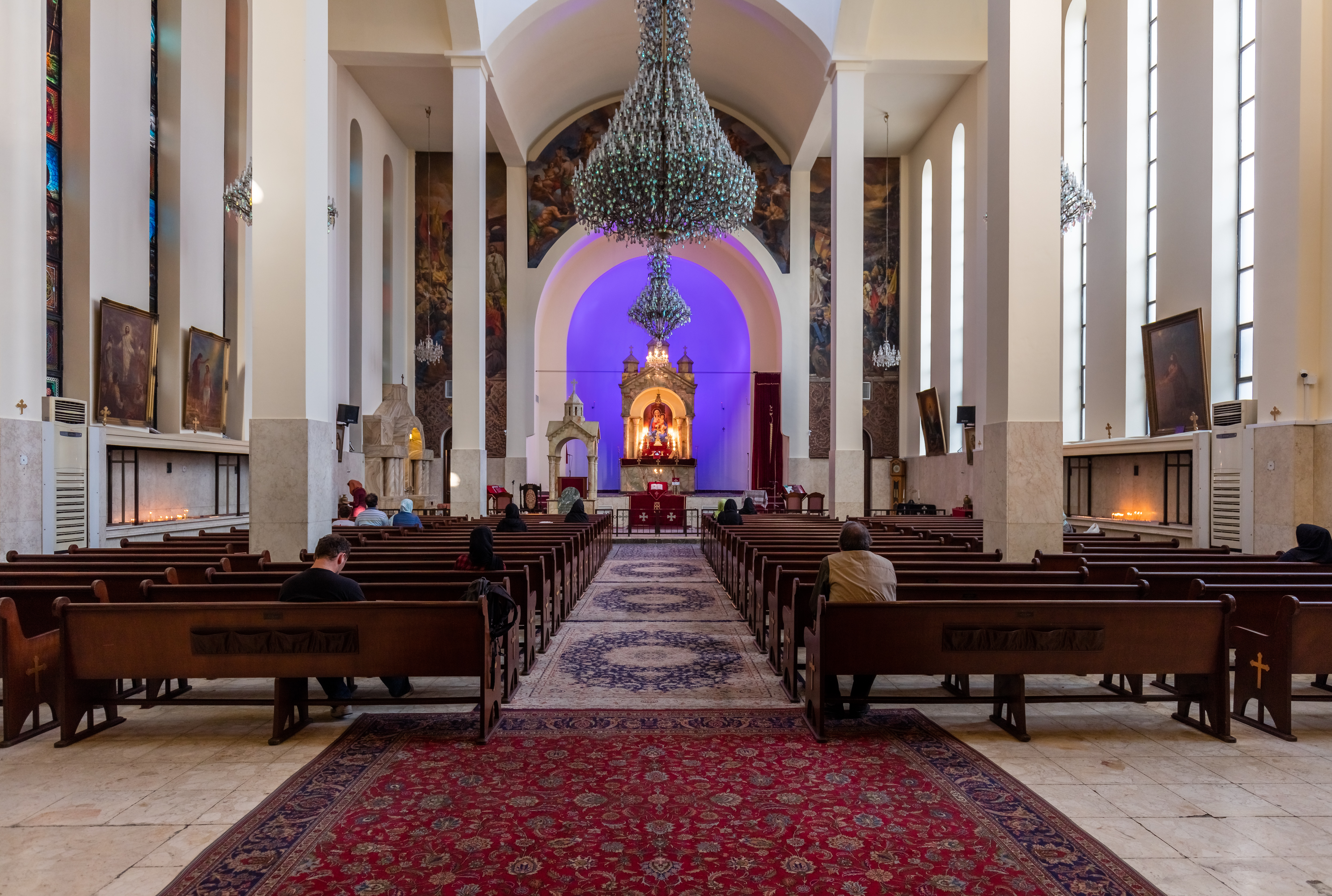
Innenansicht

Seit der Weihe der Kirche der Heiligen Muttergottes (Surb Astvatsatsin) in der Stadtmitte Teherans 1945 befand sich die Teheraner Prälatur der Armenischen Apostolischen Kirche in den Räumen der Muttergotteskirche. In den frühen 1960er Jahren wurde beschlossen, für die Prälatur einen neuen Standort zu suchen. Daher wandte sich der Bischof und die Komiteemitglieder der damaligen Zeit an den armenischen Benefaktor Markar Sarkissian, der ihnen in dieser Angelegenheit helfen sollte. Markar starb kurz darauf, doch seine beiden Söhne Gurgen und Vasgen Sarkissian finanzierten das Bauprojekt, um damit ihrer verstorbenen Eltern zu gedenken. So konnte das Komitee das Land am Ende der Villa-Straße (der heutigen Nejatollahi-Straße) kaufen. Der Bau der Sankt-Sarkis-Kirche in Teheran begann im Jahre 1964 unter dem zu Minderheiten toleranten Schah Mohammad Reza Pahlavi und wurde im Jahre 1970 vollendet. Die Kirche wurde im Jahre 2000 renoviert.

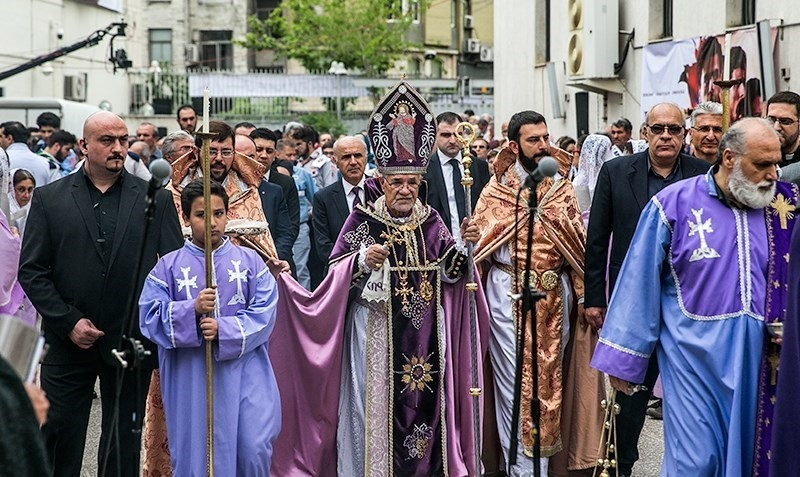
Erzbischof Sepuh Sargsjan (Mitte), St. Sarkis Teheran, am Völkermord-Gedenktag, 24. April 2017

2006 ließ Hrair Hagopian das Taufbecken und die Kirche in Gedenken an seine verstorbene Frau Vartoohi Davidian renovieren.
Alljährlich finden in der Kirche und davor am 24. April Gottesdienste und Gedenkveranstaltungen zur Erinnerung an den Völkermord an den Armeniern statt, der am 24. April 1915 seinen Anfang nahm.

## Teheraner Denkmal zur Erinnerung an den Völkermord an den Armeniern

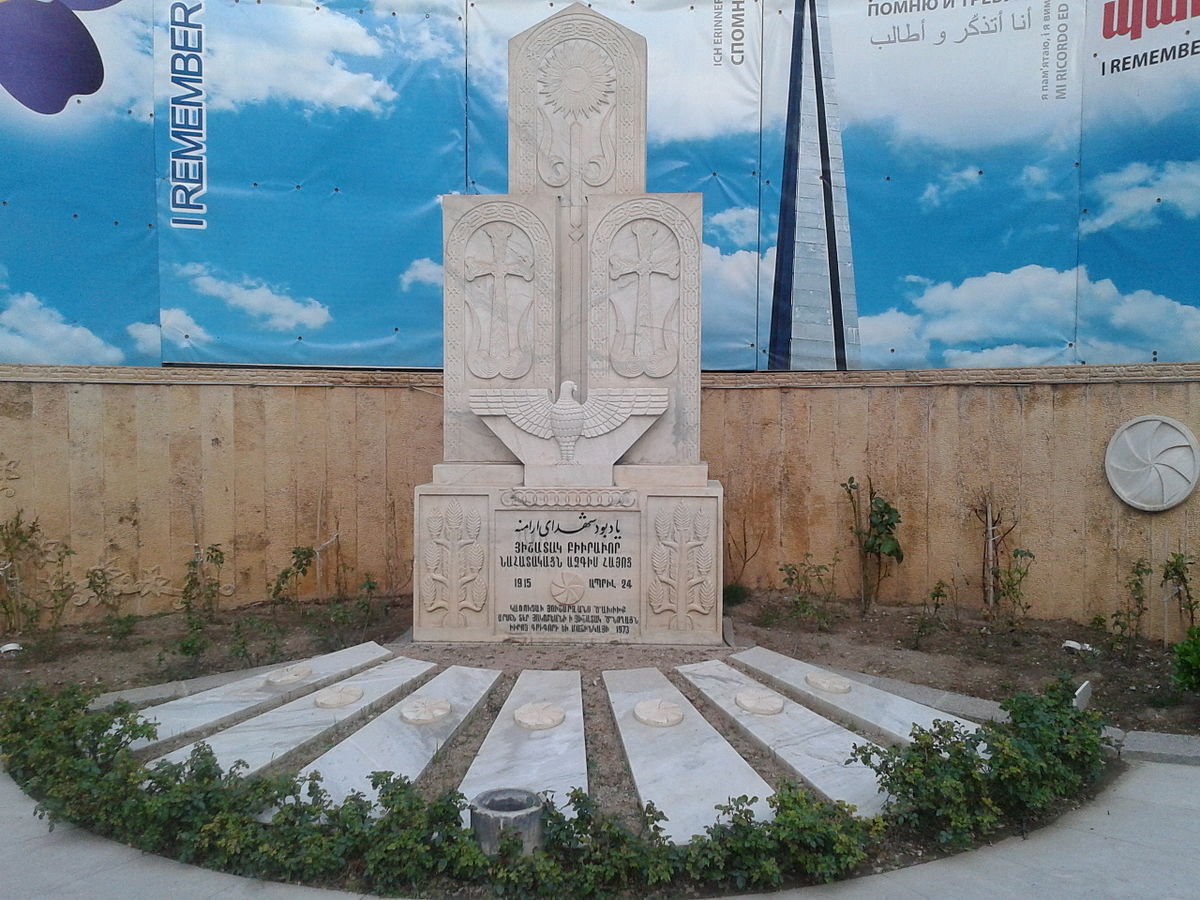
Armenisches Völkermord-Denkmal, 2016

Im Hof der Kirche steht ein Denkmal aus weißem Marmor zur Erinnerung an den Völkermord an den Armeniern. Es ist 3,50 Meter hoch und am Sockel mit Inschriften auf Persisch und Armenisch sowie mit dem Datum 24. April 1915 versehen. Das Denkmal wurde am 24. April 1973 enthüllt, dem 58. Jahrestag des Völkermords an den Armeniern.